# Christian Carl Magnussen

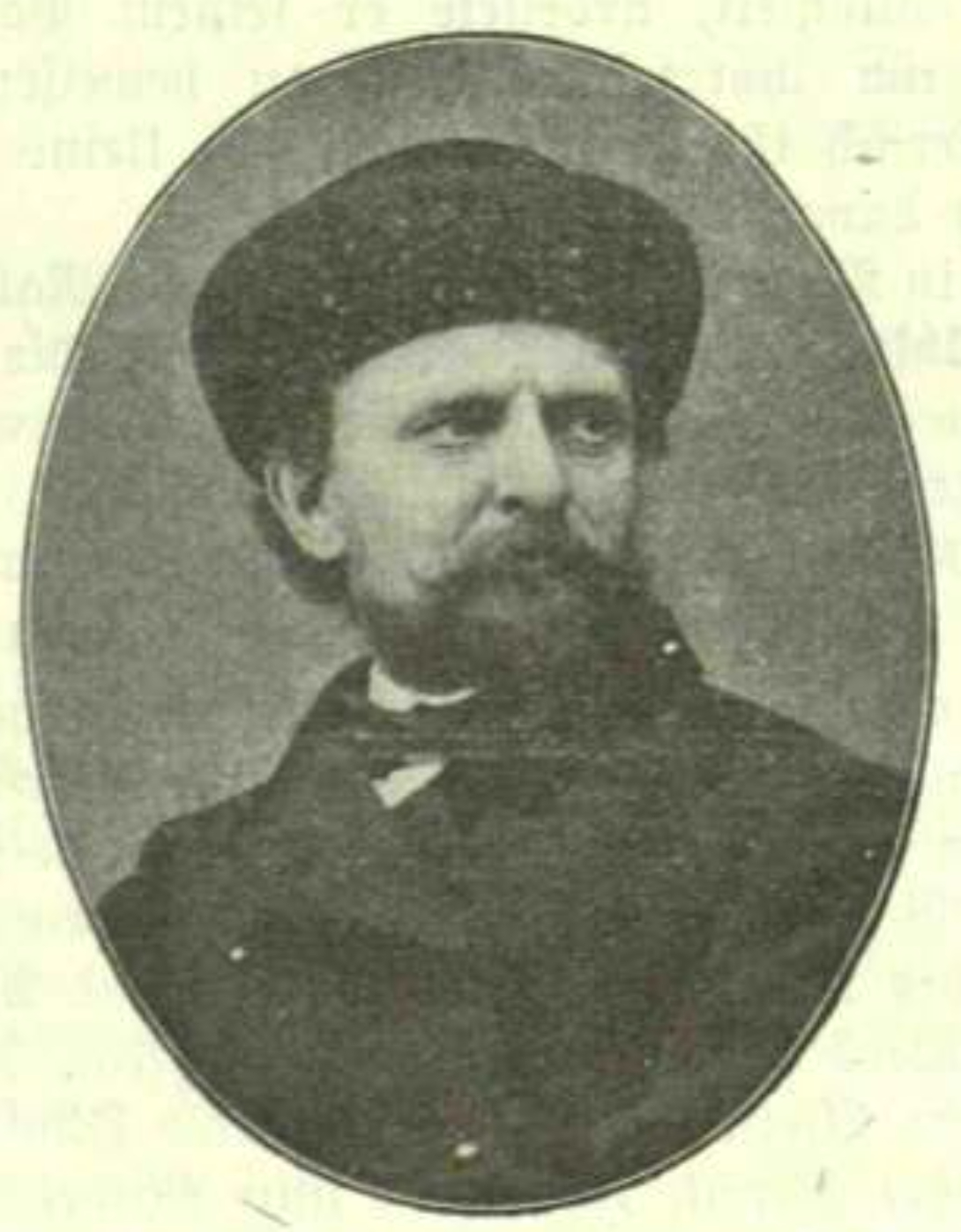
Christian Carl Magnussen

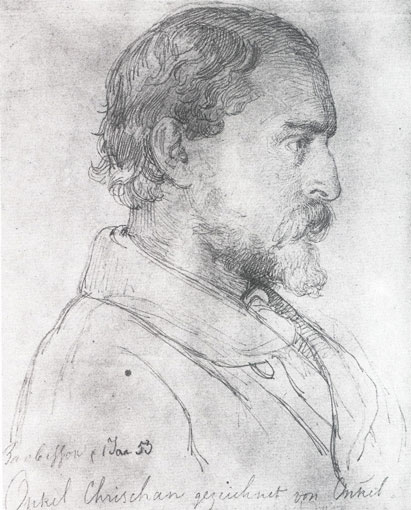
Lorenz Frølich (1820–1908), Porträt von C.C. Magnussen, Zeichnung auf Papier, 1853

Christian Carl Magnussen (* 31. August 1821 in Bredstedt; † 18. Juli 1896 in Schleswig) war ein deutscher Kunstmaler. 

## Leben und Werk
Das Geburtshaus von Christian Carl Magnussen (C. C. Magnussen), der auch den Beinamen „Maler der Friesen“ oder „Friesenmaler“ trug, steht in der Norderstraße 28 in Bredstedt. An der Königlich Dänischen Kunstakademie in Kopenhagen war er Schüler von Herman Wilhelm (Vilhelm) Bissen. Von 1846 bis 1848 war er in Rom, wo er sich intensiv mit dem römischen Volksleben beschäftigte. Zu seinen engeren römischen Künstlerfreunden gehörte der Däne Lorenz Fröhlich. Als sein Antrag auf ein Stipendium in Kopenhagen abgelehnt wurde, schloss sich Magnussen 1848 mit dem Maler Detlef Conrad Blunck der schleswig-holsteinischen Erhebung gegen Dänemark an. Anschließend ließ er sich in Hamburg als Porträtmaler nieder, wo er sich mit dem Tiermaler William Bottomley anfreundete und in Meta Meyer, die Tochter des Hamburger Senators Georg Christian Lorenz Meyer verliebte, der den Maler zur weiteren Ausbildung nach Paris schickte. Von 1851 bis 1852 Schüler von Thomas Couture. Im Mai 1853 fand in Hamburg die Hochzeit mit Meta Meyer statt, anschließend ließ sich Magnussen mit seiner Frau dank ihres Erbteils in Rom nieder, wo sie sieben glückliche Jahre verbrachten und in ihrer Wohnung in der Via Gregoriana ein offenes Haus hielten. Prominentester Gast war Kronprinz Friedrich, ständige Besucher waren der Kunsthistoriker Wilhelm Lübke, die Maler Ludwig Knaus, Heinrich Hoffmann, Valentin Ruths und die Brüder Gustav Adolf und Louis Spangenberg. Besonders eng wurde die Freundschaft mit dem Marschendichter Hermann Allmers. Magnussen malte in Rom überwiegend idealisierte Frauenbildnisse und Bilder aus dem italienischen Volksleben.
Als das Leben in Rom angesichts der Kriegsgefahr mit Österreich zusehends unsicher wurde, kehrt Magnussen mit Frau und Kindern nach Hamburg zurück und verbrachte hier mehrere Jahre als Porträtmaler. 1875 zog er nach Schleswig und eröffnete eine Holzschnitzschule, die Techniken der „Alten Meister“ wiederbeleben sollte. Dabei restaurierte er sakrale Schnitzereien aus Kirchen des norddeutschen Raums, wobei manche Stücke Opfer seiner rigiden Restaurierung wurden, die den Kunstwerken ihren Quellenwert raubte.
Magnussen galt als Sammler von Möbelstücken und Kircheninventarien seiner schleswigschen Heimat aus dem 16. und 17. Jahrhundert. Er soll 500 Stücke zusammengetragen haben. Da seine Schnitzschule wenig erfolgreich war, bot er die Sammlung 1894 im neuen Museum für Angewandte Kunst in Kopenhagen auf einer Ausstellung zum Kauf an. Die Sammlung wurde von Herzog Ernst August von Cumberland angekauft und wird heute im Rahmen der Sammlung Cumberland in Schloss Sønderborg ausgestellt. Einen weiteren Teil erwarb Justus Brinckmann bereits 1887 für das Museum für Kunst und Gewerbe in Hamburg.
Von Magnussen stammt das Monumentalgemälde einer historischen Senatorensitzung im Phoenixsaal des Hamburger Rathauses, das kurz vor seinem Tod eingeweiht wurde. Magnussen war Mitglied im Hamburger Künstlerverein von 1832.
Magnussen hatte aus zwei Ehen (in erster war er mit Anna Meta (geb. Meyer) (1829–1865) und in zweiter Ehe mit Ella Magnussen verheiratet) sechzehn Kinder. Zu seinen Kindern gehörten der Bildhauer Harro Magnussen (1861–1908), der Keramiker Walter Magnussen (1869–1946) und die Malerin und Schriftstellerin Ingeborg Magnussen (1856–1946).

## Werke in öffentlichen Sammlungen
- Selbstbildnis, 1848, Öl auf Leinwand, 61 × 44 cm, Kunsthalle Hamburg
- Inneres einer römischen Osteria, um 1855, Öl auf Leinwand, 718 × 92 cm, Schleswig-Holsteinisches Landesmuseum.
- Toda, 1859, Öl auf Leinwand, 74,5 × 62,5 cm, Museumsberg Flensburg
- Porträt Klaus Groth, ca. 1863, Öl auf Leinwand,  46 × 38 cm (oval), Schleswig-Holsteinisches Landesmuseum.
- Porträt von Klaus Groth, Öl auf Leinwand, 74 × 92,5 cm, Museumsinsel Lüttenheid (Klaus-Groth-Museum).